# Lech Maligranda
Lech Maligranda (ur. 2 września 1953 w Gwdzie Wielkiej) – polski matematyk.

## Życiorys
W 1977 ukończył studia matematyczne na Uniwersytecie im. Adama Mickiewicza w Poznaniu, tam w 1979 obronił pracę doktorską Interpolacja pewnych operatorów nieliniowych w przestrzeniach Banacha napisaną pod kierunkiem Władysława Orlicza. W latach 1977–1987 był pracownikiem Oddziału Poznańskiego Instytutu Matematycznego PAN. W latach 1987–1991 pracował w Wenezueli - na Uniwersytecie w Caracas i w Instituto Venezolano de Investigaciones Cientificas, od 1991 jest zatrudniony na Uniwersytecie Technicznym w Luleå, tam habilitował się w 1991, został mianowany profesorem w 1999.
W 1982 otrzymał Nagrodę im. Stefana Banacha, w 2003 Medal im. Władysława Orlicza. W 2016 został laureatem nagrody im. Samuela Dicksteina za wybitne osiągnięcia w dziedzinie historii matematyki. Książka W świątyni nauki, mekce matematyków uzyskała wyróżnienie w dziesiątej, jubileuszowej edycji prestiżowego konkursu im. Jędrzejewicza na najlepszą polską książkę z dziedziny historii nauki i techniki wydaną w 2021  roku. Jako ekspert i członek jury wziął udział w teleturnieju TVP Nauka Giganci Nauki w kwietniu 2023, w odcinku poświęconym Stefanowi Banachowi i Polskiej Szkole Matematycznej.
Jest członkiem redakcji Antiquitates Mathematicae.

## Wybrane publikacje
Książki
- 2021: Danuta Ciesielska, Lech Maligranda, Joanna Zwierzyńska: W świątyni nauki, mekce matematyków. Studia i badania naukowe polskich matematyków, fizyków i astronomów na Uniwersytecie w Getyndze 1884-1933, Wydawnictwo Naukowe PWN, Warszawa, ISBN 978-8-301-22041-9.
- 2021: Lech Maligranda, Witold Wnuk: 100 lat Matematyki na Uniwersytecie w Poznaniu 1919-2019, Wydawnictwo Naukowe UAM, Poznań,  ISBN: 9788323239338.